# A titkos háború
A Titkos háború (eredeti címén: Marvel Super Heroes Secret Wars) egy, a Marvel Comics által kiadott mini-képregénysorozat, mely mely 1984 és 1985 között jelent meg az Egyesült Államokban. A képregény írója Jim Shooter, rajzolója Mike Zeck. A crossover történetben a Marvel majd minden, az 1980-as években népszerű és fontosabb szuperhőse és szuperbűnözője feltűnik. Magyarországon a történet 1993 és 1994 között jelent meg az X-Men, a Marvel Extra és a Csodálatos Pókember lapjain.

## Cselekmény
A Titkos Háború azon események leírását foglalja magába, mikor egy Túlontúli nevű, istenszerű lény elrabolt számos földi "szuperhőst" és "szupergonosztevőt", hogy egy idegen, csak erre teremtett világban egymásnak uszítsa őket.
A győztesnek felajánlotta, hogy teljesíti minden vágyukat, de a csata, amiben gyönyörködni vágyott, még számára is tartogatott meglepő fordulatokat..

## Kiadványok
| A történet fővonala - Secret Wars #1–12 Kapcsolódó kiadványok - Amazing Spider-Man #249–252 - Avengers #240–243 - Captain America #292 - Incredible Hulk #294, 295 - Iron Man #181, 182 - Fantastic Four #265 - Marvel Team-Up #141 - The Thing #10 - Uncanny X-Men #178–181 | A történet utáni kapcsolódó kiadványok - The Thing #11–22 - Thor #383 - Quasar #8 - She-Hulk Vol. 3 #10 |

## Magyarországi megjelenés
Magyarországon a történet 1993 decembere és 1994 augusztusa között jelent meg az X-Men, a Marvel Extra és a Csodálatos Pókember lapjain.
- 1. rész: X-Men #13 (1993. december)
- 2. rész: Marvel Extra #6 (1993. december)
- 3. rész: X-Men #14 (1994. február)
- 4. rész: Csodálatos Pókember # 57 (1994. február)
- 5. rész: Marvel Extra #7 (1994. február)
- 6. rész: X-Men #15 (1994. április)
- 7. rész: Csodálatos Pókember #59 (1994. április)
- 8. rész: Marvel Extra #8 (1994. április)
- 9. rész: X-Men #16 (1994. május)
- 10. rész: X-Men #17 (1994. június)
- 11. rész: Marvel Extra #9 (1994. június)
- 12. rész: X-Men #18 (1994. augusztus)
- 13. rész: Marvel Extra #10 (1994. augusztus)